# سوسکچه‌های برگ‌پیمای لاجنودروس
سوسکچه‌های برگ‌پیمای لاجنودروس(نام علمی: Lagenoderus) نام یک سرده از تیره سوسکچه‌های برگ‌پیما است.